# WTA San Francisco
Das WTA San Francisco (offiziell: Virginia Slims of California) war ein Frauen-Tennisturnier der WTA Tour, das in San Francisco, Kalifornien, Vereinigte Staaten ausgetragen wurde. Erstmals wurde es im Jahr 1971 durchgeführt.
Im Jahr 1979 wechselte das Turnier nach Oakland und kehrte 1987 nur für ein Jahr wieder zurück nach San Francisco. Danach ging es wieder nach Oakland, wo es bis 1996 durchgeführt wurde. Von 1997 bis 2017 wurde es in Stanford veranstaltet. Seit 2018 findet es in San José statt.

## Siegerliste

### Einzel
| Jahr                                                                                   | Siegerin         | Finalgegnerin    | Ergebnis      |
| -------------------------------------------------------------------------------------- | ---------------- | ---------------- | ------------- |
| 1971                                                                                   | Billie Jean King | Rosie Casals     | 6:3, 6:4      |
| 1972                                                                                   | Billie Jean King | Kerry Melville   | 7:6, 7:6      |
| 1973                                                                                   | Margaret Court   | Kerry Melville   | 6:3, 6:3      |
| 1974                                                                                   | Billie Jean King | Chris Evert      | 7:62, 6:2     |
| 1975                                                                                   | Chris Evert      | Billie Jean King | 6:1, 6:1      |
| 1976                                                                                   | Chris Evert      | Evonne Cawley    | 7:5, 7:62     |
| 1977                                                                                   | Sue Barker       | Virginia Wade    | 6:3, 6:4      |
| 1978 wurde das Turnier nicht gespielt von 1979 – 1986 wurde es in Oakland durchgeführt |                  |                  |               |
| 1987                                                                                   | Zina Garrison    | Sylvia Hanika    | 7:5, 4:6, 6:3 |

### Doppel
| Jahr                                                                                   | Siegerinnen                    | Finalgegnerinnen                 | Ergebnis      |
| -------------------------------------------------------------------------------------- | ------------------------------ | -------------------------------- | ------------- |
| 1971                                                                                   | Rosie Casals Billie Jean King  | Françoise Dürr Ann Jones         | 6:4, 6:7, 6:1 |
| 1972                                                                                   | Rosie Casals Virginia Wade     | Judy Dalton Françoise Dürr       | 6:3, 5:7, 6:2 |
| 1973                                                                                   | Margaret Court Lesley Hunt     | Wendy Overton Valerie Ziegenfuss | 6:1, 7:5      |
| 1974                                                                                   | Chris Evert Billie Jean King   | Françoise Dürr Betty Stöve       | 6:4, 6:2      |
| 1975                                                                                   | Chris Evert Billie Jean King   | Rosie Casals Virginia Wade       | 6:2, 7:5      |
| 1976                                                                                   | Billie Jean King Betty Stöve   | Rosie Casals Françoise Dürr      | 6:4, 6:1      |
| 1977                                                                                   | Kerry Reid Greer Stevens       | Sue Barker Ann Kiyomura          | 6:3, 6:1      |
| 1978 wurde das Turnier nicht gespielt von 1979 – 1986 wurde es in Oakland durchgeführt |                                |                                  |               |
| 1987                                                                                   | Hana Mandlíková Wendy Turnbull | Zina Garrison Gabriela Sabatini  | 6:4, 7:64     |